# Pekka Vehkonen
Pekka Vehkonen   (Hèlsinki, 27 de maig de 1964) és un expilot de motocròs finlandès, Campió del món de 125cc el 1985 amb Cagiva i quatre vegades consecutives subcampió del Món de 250cc.

## Resum biogràfic
Vehkonen nasqué en una família molt vinculada al motocròs. El seu oncle, Kalevi Vehkonen, fou un dels principals competidors del Campionat del Món de 250cc a començament de la dècada del 1970, arribant a acabar-hi quart el 1972 amb la Montesa, motiu pel qual les Cappra del fabricant català s'anomenaren Cappra VR ("Vehkonen Replica") durant una bona temporada.
Pekka Vehkonen va començar la seva carrera el 1977, pilotant una motocicleta de 50 cc. El 1979 aconseguia ja el seu primer triomf en una competició finesa i el 1982 guanyà el Campionat de Finlàndia a la categoria de 125cc, el primer dels seus quatre títols estatals. El 1983, patrocinat per l'excampió del món Heikki Mikkola, disputà la seva primera temporada completa al Campionat del Món amb la Yamaha 125 cc, aconseguint acabar-hi quart. Aquell any es va traslladar a Bèlgica per tal de millorar la seva tècnica. El 1983 repetia el quart lloc de l'any anterior, i de cara a 1984 el seu desig d'aconseguir el títol es veié truncat per una lesió.
Finalment, el 1985 aconseguia per fi el Campionat del Món de 125cc pilotant la Cagiva. A partir de la temporada següent Vehkonen competí en la categoria dels 250cc i entre el 1987 i el 1990 hi acabà en segon lloc final quatre vegades seguides. A partir de 1990 competí també en supercross. Vehkonen patí una lesió la temporada de 1993 que posà fi a la seva carrera esportiva. Després de la seva retirada retornà a Finlàndia, on actualment és empresari i dirigeix el seu propi gimnàs a Hèlsinki.

## Palmarès al Campionat del Món
| Any  | Motocicleta | 500cc | 250cc | 125cc |
| ---- | ----------- | ----- | ----- | ----- |
| 1982 | Yamaha      | -     | -     | 15è   |
| 1983 | Yamaha      | -     | -     | 4t    |
| 1984 | Cagiva      | -     | -     | 14è   |
| 1985 | Cagiva      | -     | -     | 1r    |
| 1986 | Cagiva      | -     | -     | 4t    |
| 1987 | Cagiva      | -     | 2n    | -     |
| 1988 | Cagiva      | -     | 2n    | -     |
| 1989 | Yamaha      | -     | 2n    | -     |
| 1990 | Yamaha      | -     | 2n    | -     |
| 1991 | Yamaha      | -     | 6è    | -     |
| 1992 | Yamaha      | -     | 15è   | -     |
| 1993 | Honda       | 21è   | -     | -     |

1. 1 2  Lesionat.